# Конти-Рибацькі
Конти-Рибацькі (пол. Kąty Rybackie, нім. Bodenwinkel) — село в Польщі, у гміні Штутово Новодворського повіту Поморського воєводства.
Населення — 707 осіб (2011).
У 1975-1998 роках село належало до Ельблонзького воєводства.

## Демографія
Демографічна структура станом на 31 березня 2011 року:
|          | Загалом | Допрацездатний вік | Працездатний вік | Постпрацездатний вік |
| -------- | ------- | ------------------ | ---------------- | -------------------- |
| Чоловіки | 342     | 64                 | 250              | 28                   |
| Жінки    | 365     | 61                 | 215              | 89                   |
| Разом    | 707     | 125                | 465              | 117                  |